# Günther Meier
Günther Meier (ur. 26 lipca 1941 w Norymberdze, zm. 23 listopada 2020) – zachodnioniemiecki bokser, medalista olimpijski z 1968.
Przez pierwszą część swojej kariery w boksie amatorskim startował w kategorii lekkośredniej (do 71 kg). Zdobył w niej brązowy medal na letnich igrzyskach olimpijskich w 1968 w Meksyku, gdzie po wygraniu trzech walk przegrał w półfinale z późniejszym mistrzem Borisem Łagutinem z ZSRR.
Na mistrzostwach Europy w 1969 w Bukareszcie wystąpił w wadze półśredniej (do 67 kg). Był wówczas w życiowej formie i zdobył złoty medal po wygraniu czterech walk, w tym w finale z reprezentantem Rumunii Victorem Zilbermanem.
Również w wadze półśredniej wystąpił na igrzyskach olimpijskich w 1972 w Monachium, Po wygraniu dwóch walk przegrał w ćwierćfinale z późniejszym mistrzem Emilio Correą z Kuby stosunkiem głosów 2:3.
Był mistrzem RFN w wadze lekkośredniej w latach 1965, 1966 i 1968 oraz w wadze półśredniej w  1970 i 1972.
Nie przeszedł na zawodowstwo.